# Echt fett
Echt fett war eine Unterhaltungssendung des ORF, die zwischen 2003 und 2007 produziert wurde. Es ist ein 25-minütiges, wöchentliches „Comedy-Format“, in dem die Protagonisten (Robert Palfrader, Alex Scheurer, Max Schmiedl und Angelika Niedetzky) der Sendung in unterschiedlichen Rollen und Verkleidungen ihren Mitbürgern Streiche spielen. Die Opfer wissen nicht, dass sie dabei mit einer versteckten Kamera gefilmt werden. Drehorte sind meistens belebte Orte der Innenstadt von Wien oder Graz. Im Vordergrund stehen die österreichische Identität und Mentalität.

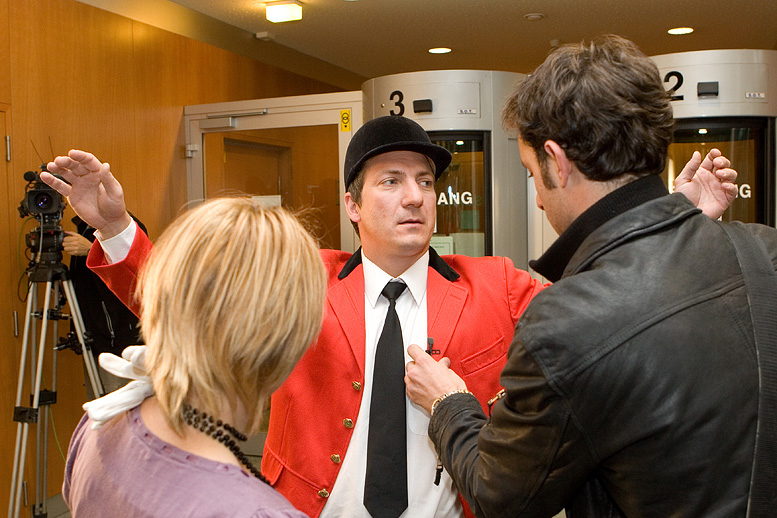
Robert Palfrader bei den Dreharbeiten zu "Echt fett"

Die vierte Staffel wurde ab dem 11. Jänner 2007 jeden Donnerstag um 21:50, im Rahmen der „Donnerstag Nacht“, im ORF ausgestrahlt. Die vierte Staffel besteht aus mehr als 300 neuen Geschichten und neu sind auch die Drehorte, denn das Team war diesmal nicht nur in Österreich, sondern auch am Strand von Jesolo in Italien unterwegs.
Der humoristische Stil der Sendung ist großteils der englischen Serie „Trigger Happy TV“ nachempfunden, auch wenn der österreichische „Klon“ mit der Zeit auch eigene Ideen umsetzen konnte. Ein ähnliches TV-Format brachte ProSieben unter dem Namen Comedystreet heraus. 
Bisher sind vier je 90 Minuten lange DVDs mit den Highlights der jeweiligen Staffel erschienen. 
Seit 2013 laufen im ORF Wiederholungen mit ausgewählten Szenen.  